# Панаоти

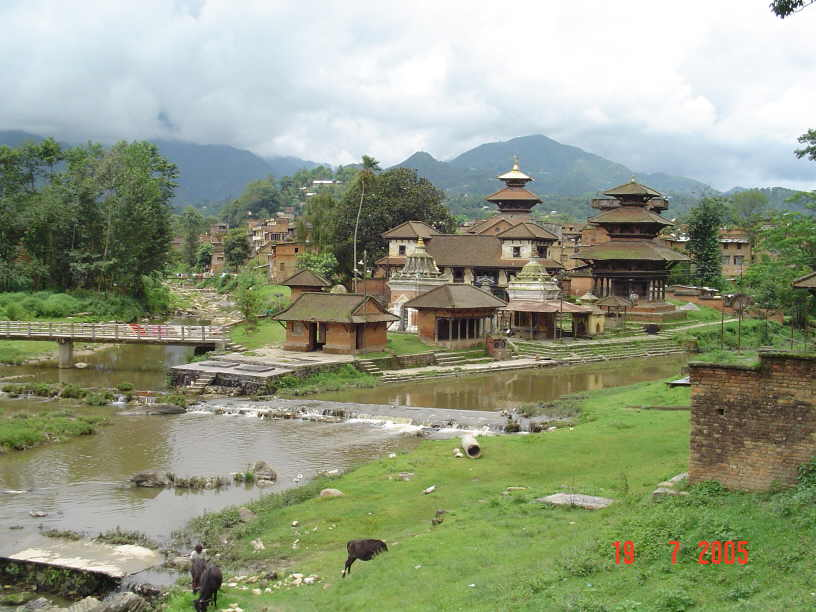
Город Панаоти

Панаоти — неварский город в долине Катманду в Непале, к югу от Банепа.
Город построен на впадении двух рек, подобно Праяги (Аллахабаду) в Индии.
Поражает обилием храмов и пагод, изяществом неварской резьбы по дереву и структурой неварского средневекового города, характерного для династии Малла.
Сохранение и санитарное состояние города контролируется по французскому проекту.
Один раз в 12 лет (1998, 2010 и т. д.) в городе проводится праздник Магх-Санкрати.
Главной достопримечательностью города является храм Махадев-Мандир.